# Кікуґава Йосіо
Кікуґава Йосіо (яп. 菊川 凱夫, 12 вересня 1944, Сідзуока — 2 грудня 2022) — японський футболіст, що грав на позиції захисника.

## Клубна кар'єра
Грав за команду Міцубіши Моторс.

## Виступи за збірну
Дебютував 1969 року в офіційних матчах у складі національної збірної Японії. У формі головної команди країни зіграв 16 матчів.

## Статистика
Статистика виступів у національній збірній.
| Збірна Японії | Збірна Японії | Збірна Японії |
| Роки          | Ігри          | голи          |
| ------------- | ------------- | ------------- |
| 1969          | 2             | 0             |
| 1970          | 12            | 0             |
| 1971          | 2             | 0             |
| Усього        | 16            | 0             |